# Jóvenes Conservadores Europeos
Jóvenes Conservadores Europeos (en inglés: European Young Conservatives; EYC) es una agrupación de alas juveniles de partidos políticos conservadores y de centro derecha en Europa.
A partir de 2014, el grupo tiene una membresía de 25 organizaciones políticas juveniles de 22 países y territorios diferentes, además de cuatro miembros asociados. El EYC es independiente y no está afiliado a ningún partido político europeo, pero mantiene una relación no exclusiva con el Partido de los Conservadores y Reformistas Europeos.
El EYC es miembro de pleno derecho de la Unión Democrática Internacional de Jóvenes.

## Historia
El EYC fue fundado en agosto de 1993 por las alas juveniles del Partido Conservador Británico, el Partido Popular Conservador de Dinamarca y el Partido de la Independencia de Islandia, bajo el liderazgo de Andrew Rosindell, entonces presidente de los Jóvenes Conservadores del Reino Unido.
Surgió de una división en la Comunidad Democrática Juvenil de Europa (DEMYC), que se separó en dos facciones: la mayor parte, siguiendo una filosofía democrática cristiana en general; y la parte más pequeña, dirigida por Rosindell, siguiendo una filosofía ampliamente conservadora. Dos puntos cruciales de desacuerdo fueron el alcance de la liberalización económica y la conveniencia de una Europa federal.
De 1993 a 1997, el grupo estuvo dirigido por Rosindell. El grupo impartió formación a partidos políticos democráticos recién establecidos en Rusia, Bielorrusia y Azerbaiyán. Fue refundado mucho más tarde por Oliver Cooper.
Desde 2016, ha surgido un conflicto interno entre nacionalistas cívicos y étnicos dentro del EYC. Los nacionalistas étnicos se oponían a la membresía de los partidos turco e israelí, afirmando que el EYC ha "reemplazado la política antiinmigración con el capitalismo de libre mercado". Como resultado de la disputa, el Partido de la Juventud Finlandesa anunció su retirada el 18 de mayo de 2017, y su líder Samuli Voutila dijo: "No podemos ser miembros de la misma organización que el ala juvenil del nuevo sultán turco, cuando actúa contra los valores europeos". El 12 de junio, el movimiento estonio Despertar Azul envió una carta al EYC exigiendo la expulsión de la Juventud del Partido AK turco en un plazo de siete días. La carta se publicó más tarde en el sitio web de Richard B. Spencer, AltRight.com.

## Conferencias
El EYC generalmente realiza tres eventos de conferencias por año, siendo el más grande la Cumbre de la Libertad de otoño.

### Cumbre de la Libertad
- 2014 -  Cambridge, Reino Unido
- 2015 -  Cambridge, Reino Unido
- 2016 -  Oporto, Portugal
- 2017 -  Varsovia, Polonia

### Campamento de Verano
- 2014 -  Estocolmo, Suecia
- 2016 -  Tiflis, Georgia
- 2017 -  Praga, República Checa
- 2018 -  Leptokarya, Grecia
- 2019 -  Leptokarya, Grecia

### Congreso Anual
- 2012 -  Varsovia, Polonia
- 2013 -  Praga, República Checa
- 2014 -  Turquía
- 2015 -  Praga, República Checa
- 2016 -  Bruselas, Bélgica
- 2017 -  Londres, Reino Unido
- 2018 -  Varsovia, Polonia
- 2019 -  Ámsterdam, Países Bajos

## Membresía

### Miembros
El EYC tiene veinticinco organizaciones miembros:
| País            | Organización                                                           | Partido Madre                                                                | Partido Europeo |
| --------------- | ---------------------------------------------------------------------- | ---------------------------------------------------------------------------- | --------------- |
| Alemania        | Jóvenes Reformadores                                                   | Reformadores Liberal-Conservadores                                           | ECR             |
| Armenia         | Juventud Próspera de Armenia                                           | Armenia Próspera                                                             | ECR             |
| Bielorrusia     | BPF Juventud                                                           | Partido del Frente Popular de Bielorrusia                                    | ECR             |
| Bélgica         | Jóvenes N-VA                                                           | Nueva Alianza Flamenca                                                       | EFA             |
| Bulgaria        | YBWC                                                                   | -                                                                            | -               |
| Dinamarca       | HUXA                                                                   | Partido Popular                                                              | ECR             |
| Georgia         | Jóvenes Conservadores                                                  | Partido Conservador de Georgia                                               | ECR             |
| Islandia        | Jóvenes Independientes                                                 | Partido de la Independencia                                                  | ECR             |
| Israel          | Juventud Likud                                                         | Likud                                                                        | ECR             |
| Italia          | Conservadores y Reformistas                                            | Conservadores y Reformistas                                                  | ECR             |
| Italia          | Juventud Nacional                                                      | Hermanos de Italia                                                           | ECR             |
| Italia          | Juventud por la Libertad                                               | -                                                                            | -               |
| Letonia         | Por Patria y Libertad/LNNK Club Joven                                  | Por Patria y Libertad/LNNK                                                   | -               |
| Liechtenstein   | Jóvenes FBP                                                            | Partido Cívico Progresista                                                   | -               |
| Lituania        | Organización Juvenil de la Acción Electoral de los Polacos en Lituania | Acción Electoral de los Polacos en Lituania - Alianza de Familias Cristianas | ECR             |
| Luxemburgo      | ADRenalin                                                              | Partido Alternativo de la Reforma Democrática                                | ECR             |
| Noruega         | Juventud del Partido del Progreso                                      | Partido del Progreso                                                         | -               |
| Países Bajos    | Juventud de Foro para la Democracia                                    | Foro para la Democracia                                                      | -               |
| Polonia         | Foro Juvenil de Ley y Justicia                                         | Ley y Justicia                                                               | ECR             |
| Portugal        | Juventud Popular                                                       | CDS-Partido Popular                                                          | EPP             |
| Reino Unido     | Jóvenes Conservadores                                                  | Partido Conservador                                                          | ECR             |
| Reino Unido     | Jóvenes Conservadores Escoceses                                        | Partido Conservador y Unionista de Escocia                                   | ECR             |
| Reino Unido     | Jóvenes Unionistas                                                     | Partido Unionista del Úlster                                                 | ECR             |
| República Checa | Jóvenes Conservadores                                                  | Partido Democrático Cívico                                                   | ECR             |
| Rumania         | Juventud de Nueva República                                            | Nueva República                                                              | ECR             |
| Suecia          | Jóvenes Suecos SDU                                                     | Demócratas de Suecia                                                         | -               |
| Suiza           | Joven SVP                                                              | Unión Democrática de Centro                                                  | -               |

### Miembros asociados
| País           | Organización                        | Partido Madre                     |
| -------------- | ----------------------------------- | --------------------------------- |
| Australia      | Jóvenes Liberales                   | Partido Liberal de Australia      |
| Canadá         | Jóvenes Conservadores               | Partido Conservador de Canadá     |
| Estados Unidos | Jóvenes Republicanos                | Partido Republicano               |
| Nueva Zelanda  | Jóvenes Nacionales de Nueva Zelanda | Partido Nacional de Nueva Zelanda |

### Antiguos miembros
| País      | Organización        | Partido Madre                          |
| --------- | ------------------- | -------------------------------------- |
| Estonia   | Despertar Azul      | Partido Popular Conservador de Estonia |
| Finlandia | Jóvenes Finlandeses | Partido de los Finlandeses             |
| Turquía   | AKP Jóvenes         | Partido de la Justicia y el Desarrollo |